# Psathyropus hainanensis
Psathyropus hainanensis is een hooiwagen uit de familie Sclerosomatidae.